# Aculi

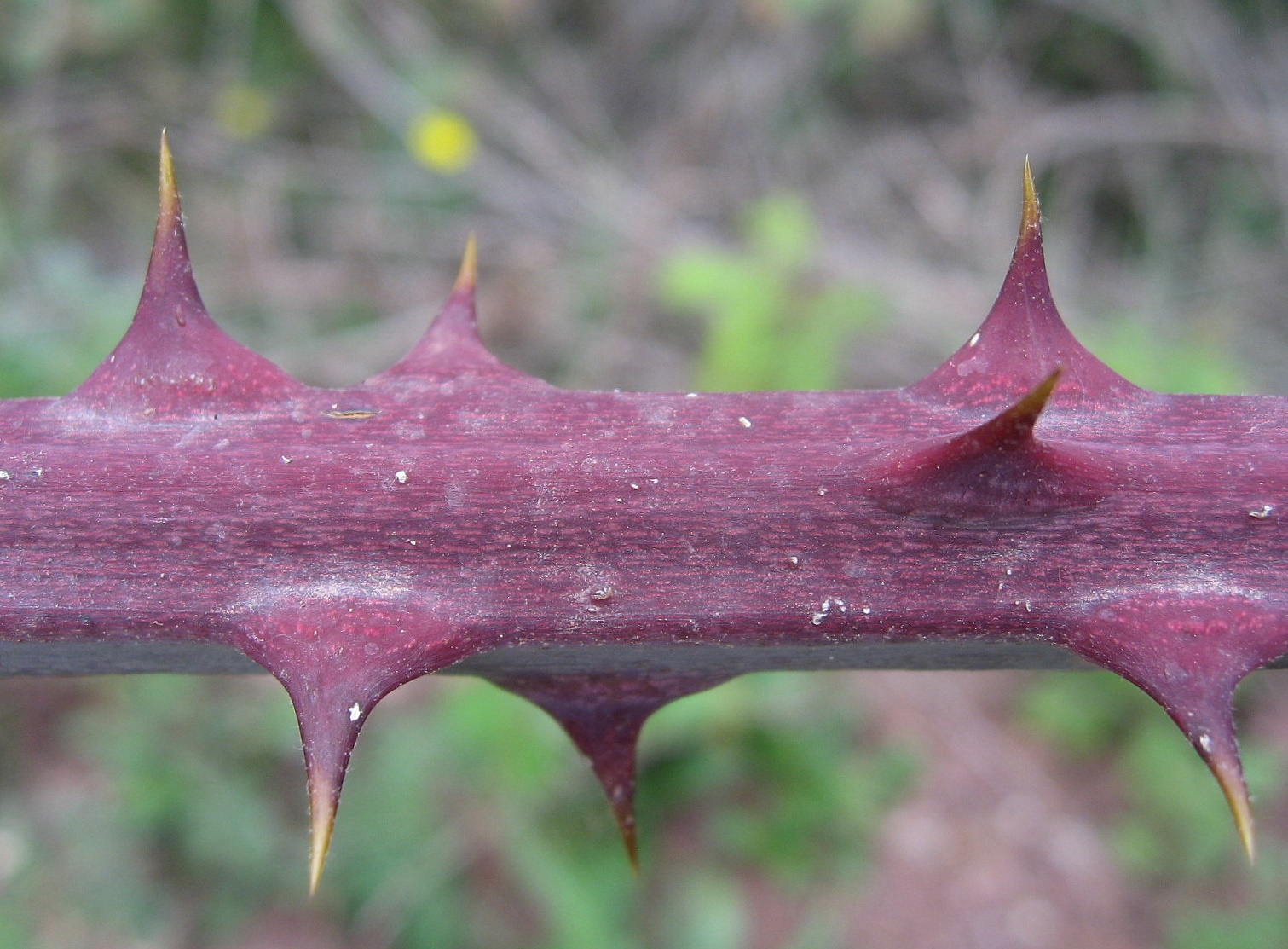
Aculis d'esbarzer (Rubus ulmifolius)

Un aculi, eculi, agulló o fibló, és una excrescència vegetal, rígida, punxant i de formació purament epidèrmica. Quan els aculis són petits, s'anomenen aculèols. Es pot diferenciar de l'espina perquè no posseeix teixit vascular ni altres teixits interns. En són exemple d'aculis, les tiges del roser i l'esbarzer, i per contra tenen espines la gatosa i l'arç blanc. Els òrgans que tenen aculis s'anomenen aculeats.